# Andra engelsk-nederländska kriget
Andra engelsk-nederländska kriget (engelska: Second Anglo-Dutch War, nederländska: Tweede Engels-Nederlandse Oorlog) var en militär konflikt mellan kungariket England och Republiken Nederländerna som pågick från år 1663 till 1667, även om den officiella krigsförklaringen inte utfärdades förrän 4 mars 1665. Likaså deltog kungarikena Frankrike och Danmark såväl som Furstbiskopsstiftet Münster, men deltog endast i mindre grad. Kriget var det andra i en rad serie konflikter som under 1600- och 1700-talet utkämpades mellan England och Nederländerna, där England försökte stoppa den nederländska dominansen inom världshandeln. 
I den inledande fasen av kriget fick England snabbt ett övertag, men efter tre stora sjöslag (bland annat Fyradagarsslaget) slutade kriget med en nederländsk seger. Hösten 1666 erbjöd sig Sverige att agera fredsmäklare, ett erbjudande som accepterades att de krigförande parterna. Fredsförhandlingarna inleddes i mars 1667 och avslutades snabbt, och vid freden i Breda skedde inga större förändringar. Det innebar att den tidigare så oklara situationen fortsatt var diffus, och efter bara fem år bröt ett nytt krig ut mellan England och Frankrike på ena sidan och Nederländerna på den andra.    

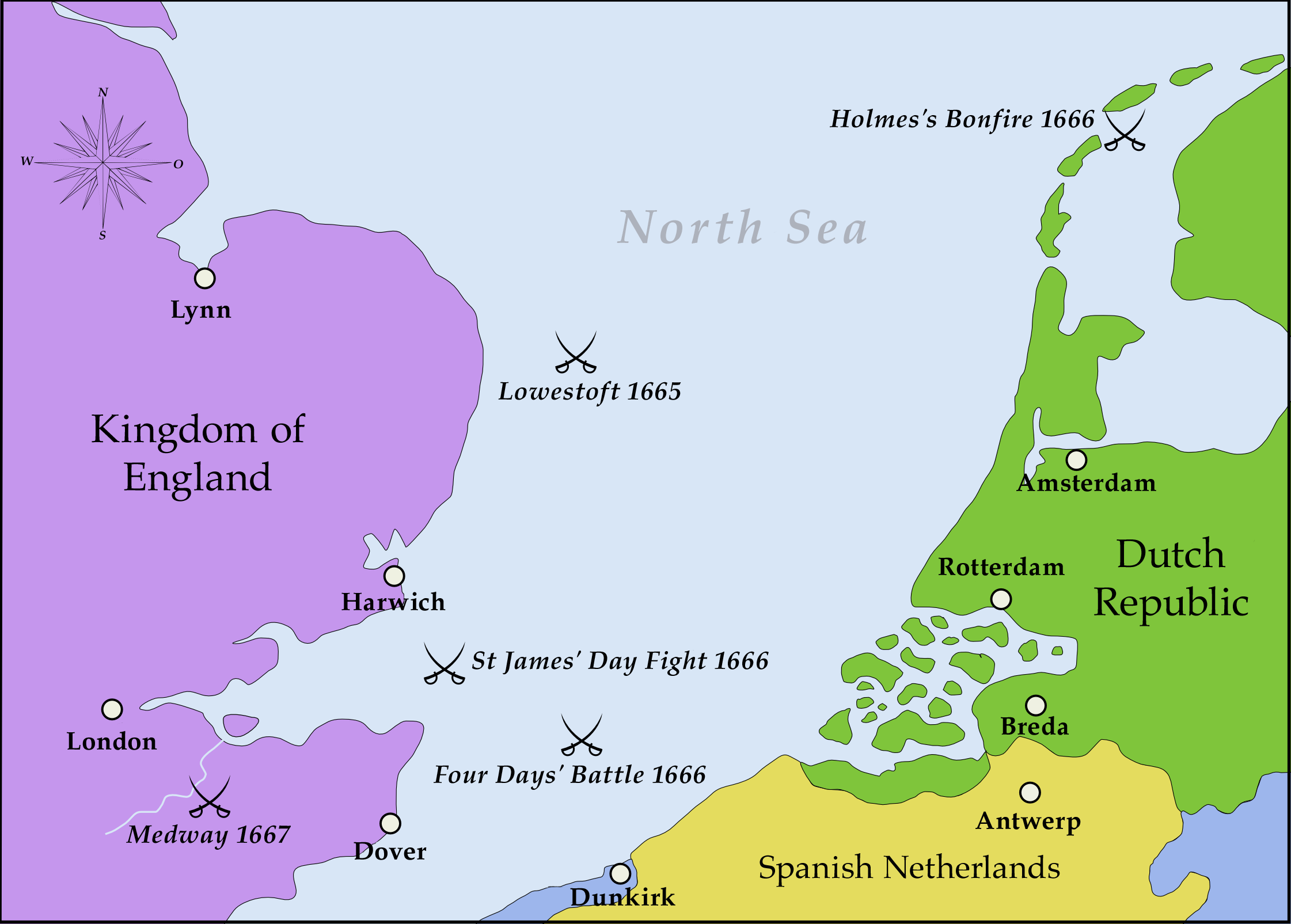
De huvudsakliga sjöslagen i det andra engelsk-nederländska kriget. Bortsett från Bergen så utkämpades större delen av alla stridigheter i södra Nordsjön.